# Будстар-НПУ (Київ)
«Будстар» — український жіночий (також свого часу чоловічий) футзальний клуб з Києва. Починаючи з сезону 2018/19 років виступає в жіночій Вищій лізі України.

## Хронологія назв
- 2018 (жовтень): ЖФК «Будстар-НПУ» (Київ)
- 2020: ЖФК «Кобра-НПУ» (Київ)
- 2021: ЖФК «Університет Драгоманова» (Київ)
- 2021: ЖФК «Леонас» (Київ)
- 2021: ЖФК «Леонас-Університет Драгоманова» (Київ)
- 2021: ЖФК «Будстар» (Київ)

## Історія
2018/2019
У 2018 році за ініціативи Олександа Ратича та Юлії Форсюк на базі факультету Фізичного виховання і спорту Національного педагогічного університету було створено жіночий футзальний клуб. Першим інвестором клубу став Ростислав Левицький, в знак поваги до якого виникла ідея назви "Будстар". Під цією назвою чоловіча команда здобула чемпіонство України на початку 2000-х, а президентом був саме Ростивлав Левицький.
Офіційний День народження ЖФК "Будстар" - 10 жовтня 2018 року. Першим президентом і водночас головним тренером став Костянтин Власенко. Президентом він побув рівно сім днів, а тренером - до кінця сезону 2018/19 футзальної Вищої жіночої ліги, де команда посіла третє місце серед семи команд.
З 17 жовтня 2018 року і до сьогодні президентом клубу є Олександр РАТИЧ.
Команду зібрали і заявили в чемпіонат фактично за два тижні до початку сезону 2018/19. До першого складу ЖФК "Будстар" увійшли Юлія Форсюк (капітан), Наталія Митрофанська і Анастасія Вознесенська (голкіпери), Кристина Козаченко, Катерина (Шеремет) Фесенко, Ірина Марченко, Вікторія (Соломаха) Дудка, Катерина Васковець, Анастасія Бавзенюк, Дар'я Зеленська, Олена Зенько, Вікторія Кодинець.
Перший матч в історії ЖФК "Будстар" - товариська зустріч з командою ДЮСШ "Славутич".
Перший офіційний поєдинок команда зіграла в Києві з Ладомир (жіночий футбольний клуб) з рахунком 4:4. Хоча по ходу матча команда Власенка вигравала 4:1. Перший офіційний гол в історії ЖФК "Будстар" забила вже досвідчена на той час Катерина (Шеремет) Фесенко, яка в 2018 році вирішила відновити кар'єру.
Наприкінці року, після тривалої паузи у футзалі, до команди приєдналась Ксенія Гриценко. Трансферна вартість склала 5 тисяч доларів. Гриценко перейшла із ЖФК "Днапро-1", і це досі найдорожчий трансфер в українському жіночому футзалі. За домовленістю Ксенії та керівництва обох клубів більшу частину коштів було витрачено на хірургічні операції двом травмованим футболісткам команди "Дніпро-1".
Окрім Юлії Форсюк із-за кордону повернулася Анна Шульга, яка грала в угорському "Сексард". Підсилили команду досвідчені Алла (Кривенко) Матвійчук ("ІМС-НУХТ") та Олена Підгорна ("Злагода"), а також голкіпер Вероніка Ковальчук (ДЮСШ "Біличанка").
В сезоні 2018/19 команда дійшла і до фіналу Кубка України, де 25 травня в спорткомплексі БВУФК міста Бровари поступилася все тому ж Ладомир (жіночий футбольний клуб) з рахунком 3:5. За відсутності дискваліфікованої Юлії Форсюк, з капітанською пов'язкою на матч молода Вікторія (Соломаха) Дудка.
У 2019 році студенстська команда "НПУ імені М.П.Драгоманова" на базі футзалісток-студенток ЖФК "Будстар" здобула бронзу на Чемпіонаті Європи серед ВУЗів. В матчі за третє місце наші дівчата обіграли команду "Університету Загреба". Найкращим бомбардиром турніру стала Анна Шульга.
Після завершення сезону 2018/2019 основну команду залишили Анастасія Бавзенюк, Вікторія Кодинець, Ірина Марченко, Олена Зенько, Анастасія Вознесенська, Катерина Васковець, Дар'я Зеленська, а також через травму закінчила кар'єру Катерина (Шеремет) Фесенко. Новим головним тренером став президент клубу Олександр РАТИЧ.
2019/2020
У сезоні 2019/20 років ЖФК "Будстар" виграв чемпіонат та кубок України. Через Covid-19 чемпіонат не було дограно, але в турнірній таблиці ЖФК "Будстар" відірвався від найближчого переслідувача ЖФК "Тесла" на велику кількість очок і клуб справедливо визнали чемпіоном України. Кістяк команди зберігся з минулого сезону, приєдналися до чемпіонського складу відома українська футболістка Віра Дятел з "Житлобуд-1" (Харків), гравці ЖФК "ІМС-НУХТ" Анна Прокопенко та Вікторія Кислова, Анастасія Застела з польського "AZS UAM Poznań" і Аліна Свергун з херсонського ЖФК "Кристал".
Перед початком чемпіонського сезону у вересні 2019 року в італійському Мілані команда взяла участь в Кубку володарів європейських кубків, де в матчі за третє місце обіграла російський ЖФК "Лагуна" за рахунком 5:3 (хоча після першого тайму програвали 1:3).
На початку березня 2020 року в Одесі команда "НПУ імені М.П.Драгоманова" на основі гравців ЖФК "Будстар" взяла участь в Чемпіонаті України серед студентів.
16 березня після домашнього розгрому ЖФК "Тесла" з рахунком 7:2, ЖФК "Будстар" відірвався від основного конкурента на 12 очок. Саме в цей час відбувся спалах COVID-19 у Києві і клуб до липня знаходився на карантині.
Восени 2020 року через фінансові проблеми лідери команди Юлія Форсюк і Ксенія Гриценко поїхали грати до Кувейту, а Анна Шульга та Вікторія Кислова на росію. Натомість до команди приєдналася Марія Васковець із харківської "Тесли".
Через COVID-19 у головного інвестора клубу Ростислава Левицького почалися великі проблеми з бізнесом. Клуб опинився на межі існування. Завдяки Поворознюк Дмитро і його ютуб-проекту "Трендець" про фінансові проблеми клубу дізнався широкий загал. Щоб врятувати клуб від банкрутства, президент Олександр РАТИЧ восени 2020 року погодився на сумнівний проект під назвою "Кобра-НПУ". Інвестором клубу став харківський функціонер Сергій Ващенко, сумнозвісно відомий завдяки клубу ФК "Кобра", що був звинувачений в договірних матчах.  У листопаді 2020 року змінили герб клубу. 26 листопада 2020 року клуб змінив назву на ЖФК «Кобра-НПУ».
За короткий час правління Ващенка ЖФК "Будстар" в грудні 2020 року за сумою двох матчів здолав у фіналі Кубка України сезону 2019/2020 київський "ІМС-НУХТ" (5:2, 3:3). Після перемоги в Кубку "інвестор" зник з радарів, не розрахувавшись і донині з командою за перемогу в Кубку, а також з трансляторами матчу.
2021/2022
Від 7 лютого 2021 року клуб знову змінив назву команди - цього разу на "Університет Драгоманова". Сезон 2020/21 років команда завершила на третьому місці в чемпіонаті.
У червні 2021 року команда під назвою «Leonas FSF» виграла Кубок Києва з пляжного футболу, обігравши у фіналі  "Dominos Pizza". На початку серпня 2021 року ЖФК "Будстар" за ініціативи президента клубу було створено міжнародний жіночий турнір "Estrella Cup", а 20 серпня 2021 року як «Леонас-Університет Драгоманова» виграв Суперкубок України з футзалу. В драматичному матчі команда переграла ЖФК "Тесла" з рахунком 6:5 (програючи по ходу зустрічі 1:4).
З вересня 2021 року було оголошено про зміну назви команди на «Будстар».
Перед початком сезону 2021/22 команду підсилила гравець збірної Сніжана Воловенко, яка повернулася до України з іспанського "Атлетико Кальнеро".
Також в команду прийшли зовсім молоді футзалістки — сестри Софія і Дар'я Ковшики, Ірина Василюк, Поліна Дрозд, Юлія Корнієвець, Мар'яна Ігнатенко.
Таким складом ЖФК "Будстар" дійшов до фіналу Кубка України, де в грудні 2021 року програв без шансів ЖФК "Тесла" 0:6.
З початком Російське вторгнення в Україну (з 2022) клуб тимчасово припинив своє існування. Більшість гравців команди поїхали виступати в європейські чемпіонати, зокрема в іспанську лігу.
2022/2023
Відродження ЖФК "Будстар" з нуля розпочалося у вересні 2022 року. З цього моменту клуб існує на приватні кошти. Фінансує команду (спочатку частково, а з 2022 року повноцінно) колишній футболіст Євген Зінченко, товариш президента і головного тренера ЖФК "Будстар" Олександра Ратича.
Перед стартом сезону з харківської "Тесли", яка припинила своє існування, перейшли Єлизавета Кузнецова, Ірина Кузубова та Ірина Руденко. Яна Моспан і Мар'яна Ігнатенко переїхали зі Славутича. Ще одна вихованка ДЮСШ "Славутич" Альона Коваленко повернулася з Італії. Студентка університету Ірина Мокбель перейшла з футбольного київського "Атекса", Юлія Діхтярь з "Маріуполя", Катерина Беззубова залишила уманські "Пантери".
В оновленому складі ЖФК "Будстар" заявився на сезон 2022/23 і в підсумку здобув срібні нагороди чемпіонату, поступившись золотом ЖФК "Ладомир".
Вже в 2023 році до команди приєдналися гравці національної збірної Анастасія Кліпаченко та Альона Кирильчук, які повернулися з Кувейту. Із ЖФК "Шахтар" Донецьк перейшла молода Анастасія Астахова.
Наприкінці року до України і в "Будстар" повернулася Ксенія Гриценко, яка після Кувейту пробувала свої сили в чемпіонаті Іспанії.
2023/2024
Сезон 2023/24 ЖФК "Будстар" розпочав з амбітної цілі як мінімум здобути друге в історії клубу чемпіонство. Перший етап чемпіонату дівчата Ратича упевнено провели, вигравши свою відбірну групу з 1 місця.
Наприкінці 2023 року команда виграла в Угорщині міжнародний жіночий футзальний турнір за участі європейських клубів.
Новий 2024 рік і 2 етап чемпіонату команда розпочала з двох важливих перемог вдома над ЖФК "Лідер" 3:2 і в гостях над чинним чемпіоном ЖФК "Ладомир" 7:3.
Наразі ЖФК "Будстар" упевнено очолює таблицю чемпіонату України серед жінок.

## Клубні кольори, форма, герб, гімн
| Червоний | Жовтий |

Клубні кольори — червоний та жовтий. Футболісти зазвичай грають у свої домашні матчі в темно-синіх сорочках з синіми рукавами, темно-синіх шортах і темно-синіх шкарпетках.

## Досягнення
- Вища ліга України
  -  Чемпіон (1): 2019/20
  -  Бронзовий призер (2): 2018/19, 2020/21

- Кубок України
  -  Володар (1): 2019/20
  -  Фіналіст (1): 2018/19

- Суперкубок України
  -  Володар (1): 2021

## Структура клубу

### Зала
Свої домашні матчі команда проводить у залі НПУ ім Драгоманова, який знаходиться за адресою вул. Тургенівська 3-9 у Києві.

### Інші секції
Окрім основної команди в клубі функціонує дівоча та дитяча команда, яка виступає в міських турнірах.

### Дербі
- ІМС-НУХТ (Київ)

## Відомі тренери
- Олександр Ратич (2018—н.ч.)